# TNC NEWSCOM
『TNC NEWSCOM』（ティーエヌシー ニュースコム）は、1990年4月9日から1994年3月31日までテレビ西日本で放送されていた深夜のニュース番組である（『FNN NEWSCOM』のテレビ西日本タイトル差し替え）。協力：西日本新聞。正式タイトルは『FNN NEWSCOM TNC』。

## 放送時間の変遷
| 期間       | 期間       | 放送時間（JST） | 放送時間（JST） | 放送時間（JST） | 放送時間（JST） |
| 期間       | 期間       | 月曜日 - 木曜日 | 金曜日          | 土曜日          | 日曜日          |
| ---------- | ---------- | --------------- | --------------- | --------------- | --------------- |
| 1990.4.9   | 1990.10.14 | 23:00 - 23:25   | 23:00 - 23:25   | 24:00 - 24:15   | 23:30 - 23:45   |
| 1990.10.15 | 1993.3.31  | 23:00 - 23:25   | 23:45 - 24:10   | 24:00 - 24:15   | 23:30 - 23:45   |
| 1993.4.1   | 1994.3.31  | 23:00 - 23:30   | 23:45 - 24:15   | 24:00 - 24:15   | 23:30 - 23:45   |